# James Coutts-Michie
Pour les articles homonymes, voir Coutts.
James Coutts-Michie, né le 19 juillet 1859 à Finzean (en) en Écosse et mort à Oak Hall dans Haslemere, le 18 décembre 1919, est un peintre écossais.

## Biographie
Élève de Joseph Farquharson (en) à la Trustee Academy à Édimbourg, puis de Carolus-Duran à Paris, membre du Salon des artistes français, il y reçoit une médaille de 3e classe en 1898 et obtient une mention honorable à l'Exposition universelle de 1900. 
Il voyage en France, Italie, Espagne et Maroc et demeure à Tanger plusieurs années avant de revenir s'installer, en 1893, en Angleterre.
On lui doit essentiellement des paysages et des portraits.
Il est inhumé au cimetière de Brookwood.

## Galerie

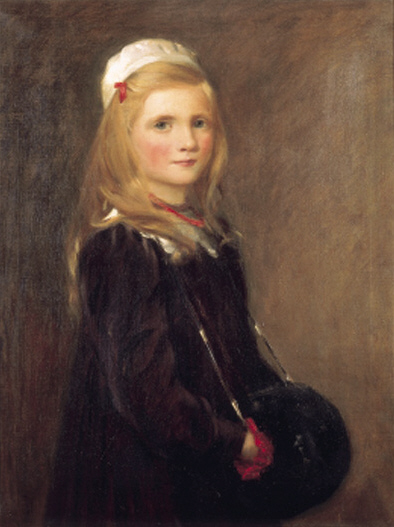
Elsie May Marquis (attribué)
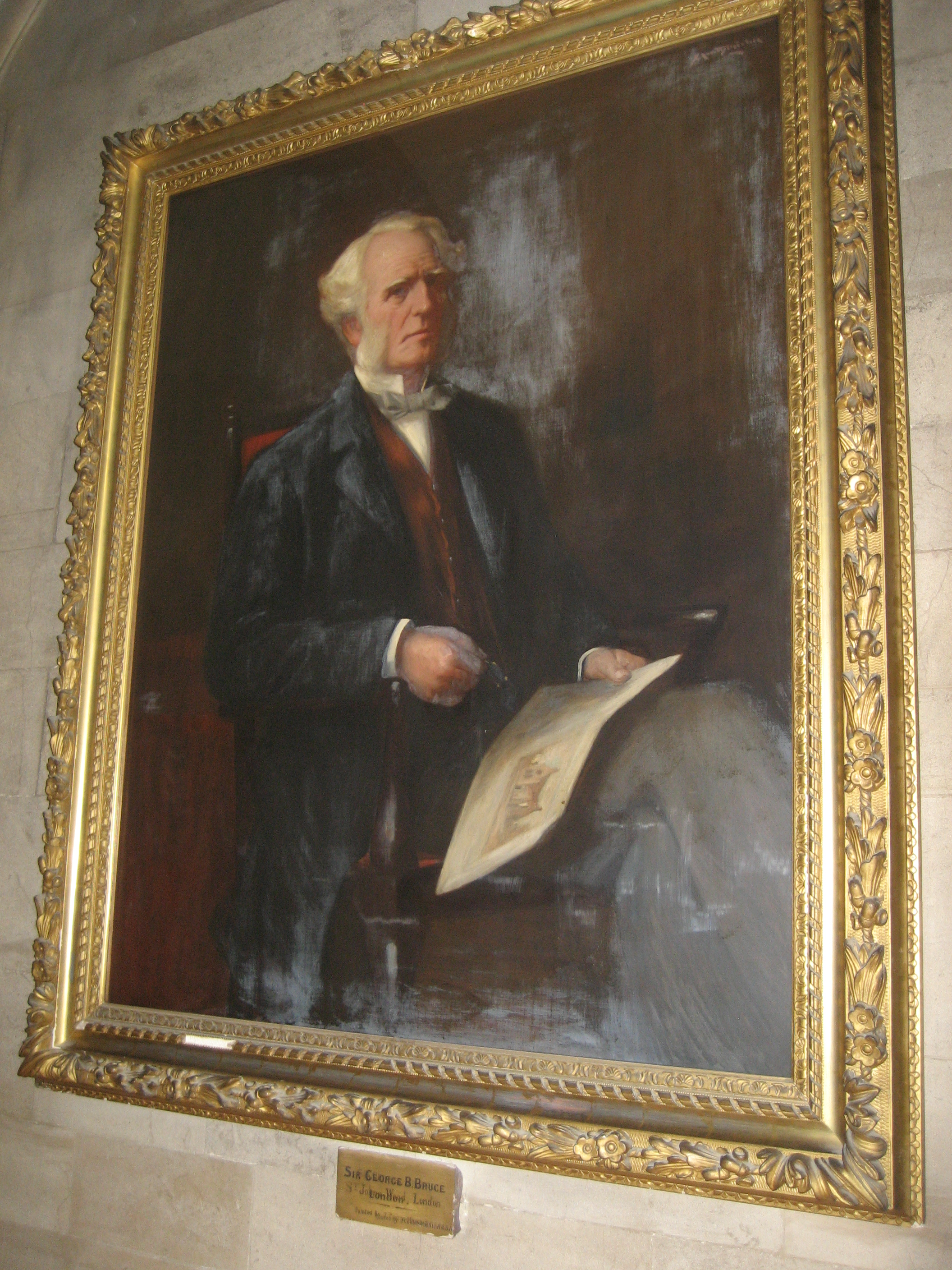
George Barclay Bruce (en)
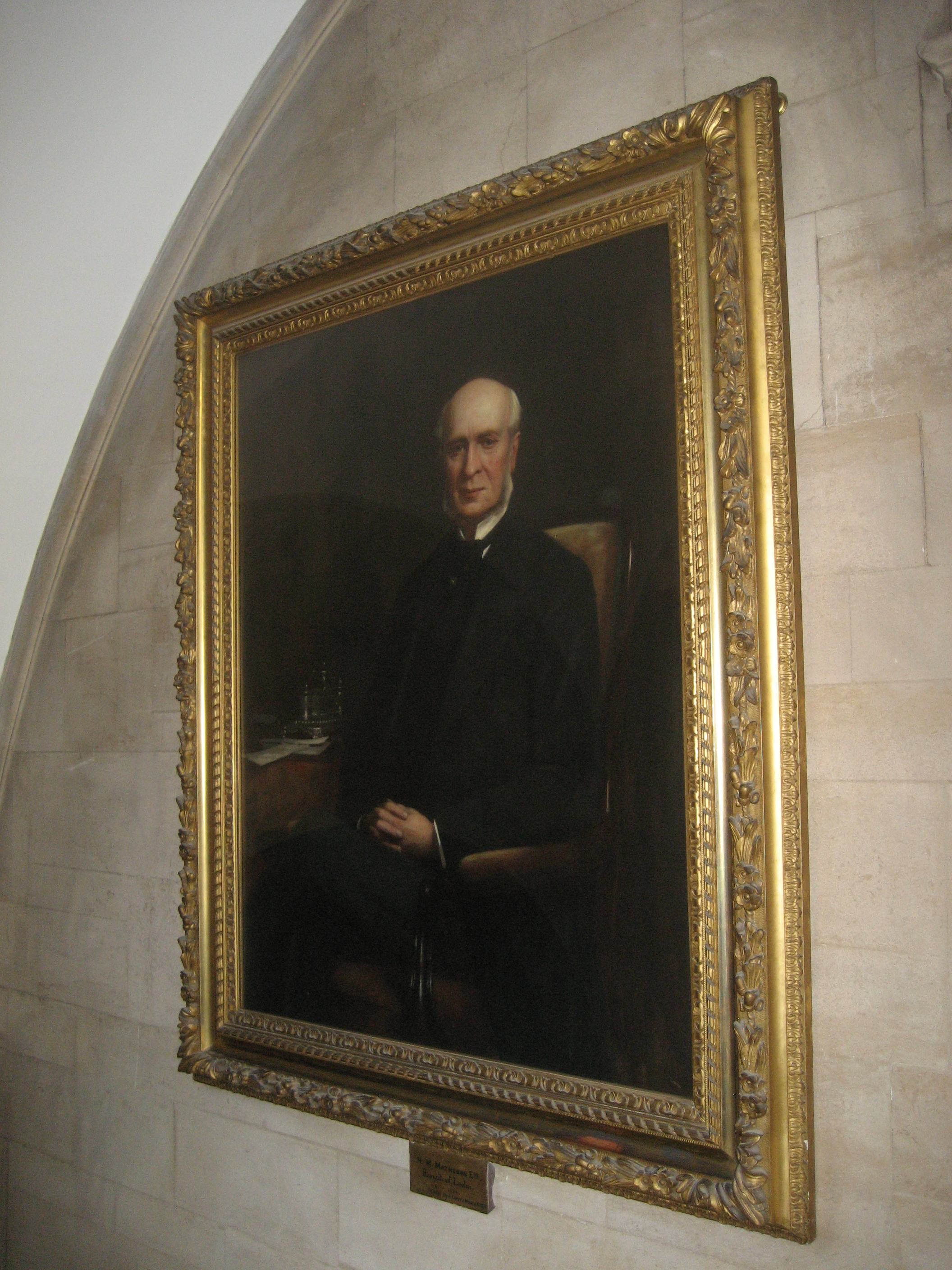
Hugh Matheson